# Viarelli
Viarelli var från början en italiensk MC- och scootertillverkare. Företaget grundades av Franco Gallardo. Företaget grundades 2001 och följer den affärsmodell som många andra stora tillverkare har framgång med, dvs att teknisk utveckling och design styrs ifrån hemmamarknaden men hela produktionen ligger i Asien, framförallt Taiwan & Kina

## Ägarbyte
2005 köptes varumärket Viarelli av SWEBIKE (North European Trust AB) ett svenskägt företag beläget i Åstorp i södra Sverige. Swebike är importör för Viarelli i Sverige och säljer produkterna genom ett återförsäljarnät med cirka 150 försäljningsrepresentanter runt om i landet. 
Viarelli är idag ett av de största scootermärkena i Sverige. Viarelli har varit mest framgångsrika med tillverkning av både mindre och större scootrar. Produkterna kännetecknas ofta av tidsenlig modern design med den senaste tekniken. Ofta används både italienska namn och färger på deras scooter modeller, detta visar tydligt att Viarelli's rötter härstammar från Italien.

## Ny inriktning och breddning av varumärket
2010 startade Viarelli med egen försäljning av större fyrhjulingar på marknaden. GTX550 heter deras stora 500cc ATV (All Terrain Vehicle) och GTU550 kallas deras 500cc UTV för. (Utility Terrain Vehicle) Viarelli tillverkar även mindre ATV, bland annat en mycket populär barnfyrhjuling kallad för ATV 90 som finns i olika utföranden. Enligt Swebike så är de idag troligtvis störst på denna typen av fordon till barn.[källa behövs] Alla fordon är designade och utvecklade av Viarelli i Sverige.  

## Växlade mopeder
År 2017 började Viarelli även sälja växlade Viarelli mopedmodeller, kallade Motard respektive Enduro.        